# Brock Mount
Brock Mount är ett berg i Australien. Det ligger i regionen Huon Valley och delstaten Tasmanien, i den sydöstra delen av landet, omkring 120 kilometer sydväst om delstatshuvudstaden Hobart. Toppen på Brock Mount är 343 meter över havet.
Runt Brock Mount är det mycket glesbefolkat, med 2 invånare per kvadratkilometer.. Det finns inga samhällen i närheten.
I omgivningarna runt Brock Mount växer i huvudsak städsegrön lövskog. Genomsnittlig årsnederbörd är 1 932 millimeter. Den regnigaste månaden är juli, med i genomsnitt 232 mm nederbörd, och den torraste är februari, med 84 mm nederbörd.